# Xã Twin Lake, Quận Benson, Bắc Dakota
Xã Twin Lake (tiếng Anh: Twin Lake Township) là một xã thuộc quận Benson, tiểu bang Bắc Dakota, Hoa Kỳ. Năm 2010, dân số của xã này là 39 người.